# Минасян, Михаил Гарегинович
Михаил Гарегинович Минася́н (16 июня 1929, Тифлис, ЗСФСР, СССР — 15 августа 1993, Москва, Россия) — советский и российский учёный, специалист в области проектирования информационных систем и систем управления специального назначения, доктор технических наук (1986), лауреат Государственной премии СССР (1987).

## Биография
Родился 16 июня 1929 года в Тбилиси (ныне Грузия). Окончив 7 классов средней школы, поступил в авиационный техникум. В 1947—1953 годах учился в Московском авиационном институте (МАИ), после чего работал в КБ № 1 Третьего Главного управления СМ СССР на «предприятии п/я 1323» инженером, затем старшим инженером, а с 1957 г. — руководителем группы. После реорганизации Третьего Главного управления СМ СССР был переведён в выделенное из него НИИ радиоприборостроения (НИИРП) Министерства радиопромышленности, где занимался вопросами архитектуры систем противоракетной обороны (ПРО) и управления боевыми действиями этой системы, занимал должности начальника лаборатории, отдела, отделения, первого заместителя Генерального конструктора по системе ПРО Москвы. Один из участников создания и испытания системы «А» (первого в СССР экспериментального комплекса стратегической ПРО, сыгравшего важнейшую роль в развитии противоракетных систем СССР). В середине 1960-х годов становится одним из разработчиков системы А-35; с начала 1970-х гг. — системы А-135 и её модификаций.
Умер 15 августа 1993 года в Москве.
Лауреат Государственной премии СССР (1987). Награждён орденом Трудового Красного Знамени (1966).